# Malvinne Ann Venice Alcala
Malvinne Ann Venice Alcala (* 5. November 1995) ist eine philippinische Badmintonspielerin. 

## Karriere
Malvinne Ann Venice gewann 2008 bei den nationalen Meisterschaften der Philippinen drei Mal Silber. Bei den Syria International 2010 und den Maldives International 2010 belegte sie jeweils Rang zwei. 2011 startete sie bei den Südostasienspielen und erreichte dort als beste Platzierung Rang fünf mit der Mannschaft. Ein Jahr später war sie bei der Badminton-Juniorenweltmeisterschaft 2012 und den German Juniors am Start. Bei letztgenannter Veranstaltung wurde sie Zweite im Einzel.